# Maciej Aleksander Sołtyk
Maciej Aleksander Sołtyk herbu Sołtyk (ur. 1679 – zm. 1749), biskup pomocniczy chełmiński.

## Życiorys
Był synem Aleksandra Nikodema, cześnika bracławskiego i Zuzanny z Gołyńskich, córki Wojciecha, podczaszego czernichowskiego. Spowinowacony z prymasem Teodorem Andrzejem Potockim; jego protekcji zawdzięczał wykształcenie i dalszą karierę. Studia filozoficzne i teologiczne odbył w Krakowie, i w Rzymie. W 1699 r. przyjął święcenia kapłańskie i został kapelanem Teodora A. Potockiego, od 11 kwietnia 1699 biskupa chełmińskiego. W 1700 Sołtyk awansował na kanonika chełmińskiego, a w 1702 został kustoszem kapituły. Potocki obejmując w 1712 r. diecezję warmińską wziął z sobą Sołtyka, który otrzymał funkcję kanclerza biskupa, a w 1714 został kanonikiem warmińskim. Odtąd towarzyszył Potockiemu w jego działalności kościelnej i publicznej. W 1718 przebywał wraz z ordynariuszem na sejmie grodzieńskim. Ponownie był obecny na sejmie w 1720. W 1720 roku był deputatem kapituły chełmińskiej do Trybunału Głównego Koronnego, a w 1721 został dziekanem tejże kapituły. W 1722 ponownie przebywał razem z bpem Potockim na sejmie w Warszawie. Po przejściu Potockiego na prymasostwo, witał w 1725 r. przy wjeździe do Fromborka nowego ordynariusza Krzysztofa Jana Szembeka. Prymas T. A. Potocki nadal otaczał jednak Sołtyka swoją protekcją. W 1725 został on archidiakonem łowickim, w 1726 kanonikiem i kantorem gnieźnieńskim, a w 1729 awansował na prepozyta kapituły gnieźnieńskiej. Odtąd czynnie uczestniczył w pracach tej kapituły. W międzyczasie, w 1728, został także archidiakonem chełmińskim oraz proboszczem kościoła św. Jana w Toruniu, był też wówczas proboszczem łęczyckim. Z ramienia kapituły gnieźnieńskiej był jej wysłannikiem na sejm grodzieński w 1726. W latach 1728 i 1732 jako deputat do trybunału koronnego z kapituły gnieźnieńskiej pełnił funkcje prezydenta trybunału.
Z końcem 1728 r. bp chełmiński Feliks Kretkowski zaproponował Sołtykowi objęcie sufraganii chełmińskiej i 7 lutego 1729 został on sufraganem chełmińskim. Konsekrował go na biskupa tytularnego margariteńskiego T. A. Potocki w Łowiczu 27 marca 1729. Od początku 1733 r. pełnił też funkcję opata komendatoryjnego klasztoru norbertanów w Witowie. W bezkrólewiu 1733 r. Sołtyk udzielił poparcia kandydaturze Stanisława Leszczyńskiego. Obawiając się zemsty Rosjan i Sasów w 1734 przeniósł się do Prus Książęcych do pobliskiego Turowa i dopiero z początkiem 1735 r. powrócił do diecezji chełmińskiej, którą zarządzał od 5 stycznia 1735 do 10 listopada 1736 jako administrator sede vacante. Od 2 listopada 1739 do 5 stycznia 1740 znowu zarządzał diecezją chełmińską. Nowy biskup Andrzej Stanisław Załuski powierzył mu w kwietniu 1742 nadzór nad sądem konsystorskim. 18 sierpnia 1742 objął także obowiązki wikariusza generalnego i oficjała sądowego diecezji chełmińskiej. W 1743 pozwał przed sąd biskupi radę Torunia w związku z budową w tym mieście nowego kościoła ewangelickiego. Po toruńskich interwencjach na dworze biskup A. S. Załuski nakazał Sołtykowi skasować ten pozew. W tym czasie Sołtyk prowadził też spory z ewangelicką radą Brodnicy. 12 października 1743 Sołtyk przybrał sobie na koadiutora prepozytury gnieźnieńskiej swego bratanka Kajetana Ignacego Sołtyka, uczestniczył też w jego konsekracji na biskupa sufragana kijowskiego w 1749. Od 23 sierpnia 1746 do 3 sierpnia 1747 po raz trzeci pełnił funkcję administratora diecezji chełmińskiej po przejściu bpa A. S. Załuskiego do Krakowa. Sołtyk zajmował się głównie działalnością wewnątrzkościelną, przejawiając w niej dużą aktywność i gorliwość. Zmarł w Chełmnie 8 grudnia 1749.